# فرانچسکو فدولو
فرانچسکو فدولو (به ایتالیایی: Francisco Fedullo) بازیکن فوتبال و اهل ایتالیا است که از سال ۱۹۳۲ میلادی عضو تیم ملی فوتبال ایتالیا بوده و در ۲ بازی ملی حضور داشته‌است. او در بازی‌های ملی‌اش ۳ گل به ثمر رساند.
فرانچسکو فدولو آخرین بازی ملی خود را در سال ۱۹۳۲ میلادی انجام داد.